# Charles Paulet, 3. vévoda z Boltonu
Charles Paulet, 3. vévoda z Boltonu (Charles Paulet, 3rd Duke of Bolton, 8th Marquess of Winchester, 8th Earl of Wiltshire, 8th Baron Paulet of St. John, 1st Baron Paulet of Basing) (3. září 1685, Chawton, Anglie – 26. srpna 1754, Tunbridge Wells, Anglie) byl britský dvořan, generál a politik ze starobylé šlechty. V mládí byl poslancem Dolní sněmovny, v roce 1717 byl povolán do Horní sněmovny, titul vévody zdědil v roce 1722. Zastával řadu čestných funkcí a v armádě dosáhl hodnosti generálporučíka, byl rytířem Podvazkového řádu.

## Životopis
Pocházel ze starobylého rodu Pauletů. Byl nejstarším synem nejvyššího komořího a irského místokrále 2. vévody z Boltonu. Kvůli absenci a špatnému chování nedokončil středoškolské vzdělání, v letech 1700–1704 cestoval po Evropě a jako dobrovolník se zúčastnil války o španělské dědictví. Mezitím byl zvolen do Dolní sněmovny (1705–1710) za stranu whigů. V letech 1710 a 1713 byl ve volbách poražen a spolu s otcem se dočasně stáhnul do ústraní. V roce 1714 podpořil nástup hannoverské dynastie, poté byl komořím prince waleského (1714–1722) a získal několik místodržitelských úřadů ve waleských hrabstvích. V letech 1715–1717 byl znovu poslancem Dolní sněmovny, v roce 1717 získal titul barona z Basingu a stal se členem Sněmovny lordů (jako otcův dědic ale nadále užíval vyšší titul markýze z Winchesteru). Titul vévody zdědil po otci v roce 1722. Mezitím v armádě dosáhl hodnosti plukovníka. V roce 1722 obdržel Podvazkový řád, v letech 1725–1726 byl krátce guvernérem v Toweru a od roku 1725 byl zároveň členem Tajné rady. V době nepřítomnosti Jiřího I. v Anglii byl v letech 1725–1726 zároveň členem místodržitelského sboru.
Odmítnutím vládního návrhu daňové reformy v roce 1733 se dostal do sporu s premiérem Robertem Walpolem a musel dočasně rezignoval na veřejné působení, přičemž ztratil také místodržitelské úřady ve Walesu, Hampshire a Dorsetu. Až krátce před pádem Walpolovy vlády se vrátil ke dvoru ve funkci kapitána královské gardy (1740–1742). Po Walpolově rezignaci na post premiéra získal zpět i své posty ve Walesu, Hampshire a Dorsetu, v letech 1742–1754 byl také guvernérem na ostrově Wight. V roce 1745 byl povýšen na generálporučíka, téhož roku byl členem místodržitelského sboru v době nepřítomnosti Jiřího II. v Anglii. V plánovaném kabinetu Johna Cartereta, hraběte Granville, měl převzít úřad irského místokrále (1746), k tomu ale nedošlo. Podobně jako jeho otec proslul nevybíravým chováním, dlouhodobě se také potýkal s finančními problémy a jeho kariéru provázely četné skandály včetně nemanželského potomstva.
V roce 1713 se oženil s Anne Vaughan (1689–1751), jedinou dcerou prezidenta Královské společnosti Johna Vaughana, 3. hraběte z Carbery. Jejich manželství zůstalo bez potomstva a později žili odděleně, po její smrti se v roce 1751 v Německu oženil s herečkou Lavinií Fenton (1708–1760), s níž měl již tři nemanželské syny, Charlese, Percyho a Horatia. Jejich nároky na dědictví nebyly uznány a titul vévody zdědil mladší bratr 3. vévody, lord Harry Paulet (1691–1759).